# Вітлесс-Бей
Вітлесс-Бей (англ. Witless Bay) — містечко в Канаді, у провінції Ньюфаундленд і Лабрадор.

## Населення
За даними перепису 2016 року, містечко нараховувало 1619 осіб, показавши зростання на 38,7%, порівняно з 2011-м роком. Середня густина населення становила 92,6 осіб/км².
З офіційних мов обидвома одночасно володіли 35 жителів, тільки англійською — 1 585, тільки французькою — 5. Усього 20 осіб вважали рідною мовою іншу від обох офіційних.
Працездатне населення становило 69,3% усього населення, рівень безробіття — 13,5% (16% серед чоловіків та 10,8% серед жінок). 93,8% осіб були найманими працівниками, а 5,1% — самозайнятими.
Середній дохід на особу становив $52 165 (медіана $41 216), при цьому для чоловіків — $62 802, а для жінок $41 226 (медіани — $56 448 та $32 085 відповідно).
24,9% мешканців мали закінчену шкільну освіту, не мали закінченої шкільної освіти — 17,5%, 56,8% мали післяшкільну освіту, з яких 19,9% мали диплом бакалавра, або вищий.
| Статево-вікова структура населення | Статево-вікова структура населення | Статево-вікова структура населення | Статево-вікова структура населення | Статево-вікова структура населення |
| ---------------------------------- | ---------------------------------- | ---------------------------------- | ---------------------------------- | ---------------------------------- |
|                                    |                                    |                                    |                                    |                                    |
| Всього                             | Всього                             | 49,7%50,3%                         |                                    |                                    |
| 0 — 14 років                       | 0 — 14 років                       |                                    | 19,8%                              | 19,8%                              |
| 15 — 64 років                      | 15 — 64 років                      |                                    | 66,3%                              | 66,3%                              |
| 65 і більше                        | 65 і більше                        |                                    | 13,9%                              | 13,9%                              |
| 85 і більше                        | 85 і більше                        |                                    | 1,9%                               | 1,9%                               |
| Середній вік (років)               | Середній вік (років)               | 38,439,5                           | 39,0                               | 39,0                               |
| Медіана (років)                    | Медіана (років)                    | 38,538,6                           | 38,6                               | 38,6                               |
| — чоловіки — жінки                 |                                    |                                    |                                    |                                    |

| Походження мешканців:     | Походження мешканців:     | Походження мешканців: | Походження мешканців: | Походження мешканців: |
| ------------------------- | ------------------------- | --------------------- | --------------------- | --------------------- |
| Походження                |                           |                       | осіб                  | %                     |
| Корінні американці        | Корінні американці        |                       | 45                    | 2.86%                 |
| Інше північноамериканське | Інше північноамериканське |                       | 995                   | 63.17%                |
| Європейське               | Європейське               |                       | 775                   | 49.21%                |
| британське                | британське                |                       | 730                   | 46.35%                |
| французьке                | французьке                |                       | 20                    | 1.27%                 |
| Латинськоамериканське     | Латинськоамериканське     |                       | 10                    | 0.63%                 |
| Карибське                 | Карибське                 |                       | 10                    | 0.63%                 |

| Зайнятість населення за галузями (за класифікацією NOC): | Зайнятість населення за галузями (за класифікацією NOC): | Зайнятість населення за галузями (за класифікацією NOC): | Зайнятість населення за галузями (за класифікацією NOC): | Зайнятість населення за галузями (за класифікацією NOC): |
| -------------------------------------------------------- | -------------------------------------------------------- | -------------------------------------------------------- | -------------------------------------------------------- | -------------------------------------------------------- |
|                                                          |                                                          |                                                          |                                                          |                                                          |
| Управління                                               | Управління                                               |                                                          | 8,5%                                                     | 8,5%                                                     |
| Бізнес, фінанси та адміністрування                       | Бізнес, фінанси та адміністрування                       |                                                          | 16,5%                                                    | 16,5%                                                    |
| Природничі та прикладні науки                            | Природничі та прикладні науки                            |                                                          | 6,8%                                                     | 6,8%                                                     |
| Охорона здоров'я                                         | Охорона здоров'я                                         |                                                          | 6,3%                                                     | 6,3%                                                     |
| Освіта, правозахист, муніципальні та урядові служби      | Освіта, правозахист, муніципальні та урядові служби      |                                                          | 6,3%                                                     | 6,3%                                                     |
| Мистецтво, культура, відпочинок та спорт                 | Мистецтво, культура, відпочинок та спорт                 |                                                          | 1,1%                                                     | 1,1%                                                     |
| Роздрібна торгівля та послуги                            | Роздрібна торгівля та послуги                            |                                                          | 15,9%                                                    | 15,9%                                                    |
| Гуртова торгівля, транспорт та обладнання                | Гуртова торгівля, транспорт та обладнання                |                                                          | 23,9%                                                    | 23,9%                                                    |
| Природні ресурси, сільське господарство                  | Природні ресурси, сільське господарство                  |                                                          | 9,1%                                                     | 9,1%                                                     |
| Виробництво                                              | Виробництво                                              |                                                          | 6,3%                                                     | 6,3%                                                     |

## Клімат
Середня річна температура становить 5,4°C, середня максимальна – 19,7°C, а середня мінімальна – -8,9°C. Середня річна кількість опадів – 1 485 мм.
| Клімат поселення                              | Клімат поселення | Клімат поселення | Клімат поселення | Клімат поселення | Клімат поселення | Клімат поселення | Клімат поселення | Клімат поселення | Клімат поселення | Клімат поселення | Клімат поселення | Клімат поселення | Клімат поселення |
| Показник                                      | Січ.             | Лют.             | Бер.             | Квіт.            | Трав.            | Черв.            | Лип.             | Серп.            | Вер.             | Жовт.            | Лист.            | Груд.            |                  |
| Середній максимум, °C                         | 0,93             | 0,35             | 2,96             | 7,01             | 11,23            | 15,34            | 18,47            | 19,69            | 15,79            | 11,29            | 7,01             | 2,60             |                  |
| Середня температура, °C                       | −3,7             | −4,25            | −1,67            | 2,41             | 6,61             | 10,72            | 15,17            | 16,39            | 12,49            | 7,99             | 3,73             | −0,68            |                  |
| Середній мінімум, °C                          | −8,3             | −8,87            | −6,29            | −2,2             | 1,99             | 6,09             | 11,87            | 13,08            | 9,20             | 4,69             | 0,43             | −3,99            |                  |
| Норма опадів, мм                              | 146              | 129              | 132              | 121              | 111              | 111              | 100              | 96               | 127              | 136              | 137              | 139              |                  |
| Середньомісячна швидкість вітру, м/с          | 8.56             | 7.78             | 7.30             | 6.70             | 5.95             | 5.50             | 5.30             | 5.39             | 6.06             | 6.93             | 7.59             | 8.35             |                  |
| Середньомісячна сонячна радіація, кДж/м²·день | 4134             | 6928             | 10676            | 14040            | 17060            | 19095            | 19291            | 16186            | 12137            | 7304             | 4306             | 3171             |                  |
| --------------------------------------------- | ---------------- | ---------------- | ---------------- | ---------------- | ---------------- | ---------------- | ---------------- | ---------------- | ---------------- | ---------------- | ---------------- | ---------------- | ---------------- |
| Джерело:                                      |                  |                  |                  |                  |                  |                  |                  |                  |                  |                  |                  |                  |                  |